# 摩耶 (砲艦)
摩耶（まや）は、日本海軍の砲艦。
艦名は兵庫県神戸市の摩耶山にちなむ。
建造場所の神戸にちなんだ命名であろう、と片桐大自は考察している。
艦名候補に「吉野」「飛鳥」の2つがあった。

## 概要
小野浜造船所で製造された「愛宕」と同型の砲艦
(摩耶型砲艦)。
1886年(明治19年)進水、
1888年(明治21年)竣工した。
竣工後は清国や朝鮮半島の警備任務を多く行い、日清戦争、北清事変、日露戦争に従軍、
1908年(明治41年)に除籍された。

## 艦型

### 他艦との相違点
- 船体は鉄製であった[9]。
- 竣工前の試運転で速力が9ノットに届かなかったために推進器を改造した[19]。改造後の推進器は直径2.286m、ピッチ3.505m、3翼、面積1.392平方メートル(1基当たり)[19]。別出典によると青銅製3翼グリフィス型で直径7 ft 6 in (2,290 mm)、ピッチ11 ft 8 in (3,560 mm)[20]。
- 1888年(明治21年)2月27日付で兵装の変更が決定し[12]、兵装は八十年式25口径15cmクルップ軽砲2門[21]、1インチ4連諾典砲2基[9]となった。また47mmホチキス速射砲2門[13]が後日装備された[22]。

### 要目
船体重要寸法や排水量などは文献によって色々な値がある。
- 『日本海軍艦船名考』:排水量614英トン、速力10ノット[4]
- 『日本海軍特務艦船史』:排水量622英トン、垂線間長46.85m、最大幅8.20m、吃水3.44m、公試出力614馬力、計画速力10.25ノット、燃料石炭60トンまたは74トン、乗員111名[5]
- 『帝国海軍機関史』上巻p.526:長さ47m、幅8.2m、吃水9 ft 8+1⁄8 in (2.950 m)(各艦共通)[23]
- 『帝国海軍機関史』上巻pp.528,531:垂線間長154 ft 7+1⁄8 in (47.120 m)、最大幅27 ft 13⁄16 in (8.250 m)、排水量612英トン(各艦共通)[24]

### 公試成績
| 実施日 | 種類         | 排水量 | 回転数 | 出力    | 速力        | 場所 | 備考                       | 出典   |
| ------ | ------------ | ------ | ------ | ------- | ----------- | ---- | -------------------------- | ------ |
|        | 公試         |        | 120rpm | 614馬力 | 10.28ノット |      | 推進器改造後               | [ 19 ] |
|        | 強圧通風全力 |        | 144rpm | 473馬力 | 11.08ノット |      | 最初に施行した公試運転の値 | [ 25 ] |

## 艦歴

### 建造
1884年(明治17年)
12月20日に小野浜造船所で製造する砲艦が摩耶と命名することが令達された。
1885年(明治18年)
9月29日起工。
1886年(明治19年)8月18日午前9時より進水命名式が行われ、伊藤艦政局長が命名書を読み上げた。
命名書 本艦明治十八年九月構造ヲ始メ今船體成ルヲ告ク依テ進水式ヲ行ヒ摩耶艦ト命名ス
次いで(造船所)所長が留綱を切断し船体は滑り始めたが、推進器中心が水面に到達した付近で停止、艦尾は進水台から離れて浮いている状態になってしまった。
直ちに水圧機や滑車を使い海面に引き下ろそうとしたが、木材や滑車が破損するなどで上手くいかなかった。
潮が引いているために、11時頃に作業を中断、午後2時から再開し4時頃に船体を引いて、船体が20フィート程滑り降りた。
もう一度同じ手順で作業を行い更に約15フィート滑り降りた。
まだ艦首部分のキールが進水台上に乗っていたため、最期に100人ほどを甲板の上に載せて艦尾を沈める形にして、午後5時30分にようやく進水が完了した。
1887年(明治20年)10月29日にスクリュー交換後の試運転を行い、速力約10.5ノットを記録した。
1888年(明治21年)1月20日に「摩耶」は竣工した。
同日横須賀鎮守府所管と定められた。

### 1888年
2月8日小野浜を出港したが、左舷機械エアポンプが故障、兵庫港に停泊し修理を行った。
2月20日兵庫を出港して試運転を行ったが、修理が不充分で当日は小豆島に仮泊、翌21日兵庫港に戻った。
兵学校の学習船を曳航して江田島に回航するために、3月21日小野浜を出港した、
翌22日エアポンプのテールカバーが破損、多度津に停泊し修理を行い、
27日江田島に到着した。
「摩耶」は4月7日に江田島から呉に回航、
4月10日に神戸ヘ向け呉を出港し、
13日兵庫港に到着した。

### 残工事
運搬の問題などが有って竣工時の「摩耶」に兵器はまだ装備されておらず、横須賀に回航し横須賀造船所での装備が計画されており、
4月6日付けで横須賀への回航が命令された。
5月23日兵庫発、
翌日から27日までは天候不良のために鳥羽港に待避し、
5月30日横須賀に到着した。
横須賀造船所では艤装の新設・改造・修理工事や、
機関部の改造工事などを行った。
12月8日に公試運転を施行、
12月26日に城ヶ島沖で艦砲の発射試験が行われた。
翌1889年(明治22年)に速射砲の台座工事が行われた。

### 1889年
1889年(明治22年)3月19日横須賀鎮守府常備艦と定められた。
5月10日に横須賀鎮守府常備艦の役務を解かれた。

### 1890年
1890年(明治23年)8月23日に種別を第一種と定められた。

### 1891年-1892年
1891年(明治24年)
10月6日朝鮮国警備のために呉を出港、
1892年(明治25年)9月26日竹敷に帰国した。

### 1893年
1893年(明治26年)
4月20日警備艦の役務を解かれ、第1予備艦に指定された。

### 1894年
1894年(明治27年)
4月4日警備艦に指定、
6月18日常備艦隊へ編入された。
7月13日常備艦隊から除かれ、再び警備艦に指定、
7月19日再度常備艦隊へ編入された。

### 日清戦争
同1894年7月23日佐世保を出港、7月25日日清戦争開戦。
10月5日佐世保軍港に一時帰国、
10月15日佐世保を再度出港した。
「摩耶」は旅順・大連・威海衛攻略作戦等に参加した。
1895年(明治28年)6月2日佐世保軍港に帰国した。

### 1895年-1897年
同1895年
11月6日清国警備のために佐世保を出港した。
11月15日「摩耶」は西海艦隊から除かれ、常備艦隊に編入された。
1897年(明治30年)
4月12日佐世保に帰国した。
12月26日韓国警備のために神戸を出港した。

### 1898年-1900年
1898年(明治31年)3月21日、類別等級が初めて制定され、
「摩耶」は二等砲艦に類別された。
9月19日薄香(平戸島薄香湾)に帰国した。
1899年(明治32年)
3月1日韓国警備のために呉を出港、
10月4日竹敷に帰国した。

### 北清事変
北清事変が発生したため、1900年(明治33年)7月26日「摩耶」は呉を出港した。
1901年(明治34年)6月17日呉港に帰国した。

### 日露戦争
日露戦争では
1904年(明治37年)2月6日尾崎を出港、
旅順攻略作戦に参加した。
1905年(明治38年)2月6日竹敷に一時帰国、
5月4日竹敷を出港、
5月28日尾崎に一時帰国し同日同地を出港、
6月24日舞鶴に一時帰国した。
7月6日鷲泊港(礼文島)を出港、
樺太作戦に参加した。
8月1日小樽港に帰国、
以降は国内にあった。

### 1907年-1908年
1907年(明治40年)
5月2日旅順警備のために田助(現平戸市田助町)を出港、
1908年(明治41年)
5月5日部崎(現北九州市門司区)に帰国した。

### 除籍後
1908年(明治41年)5月16日除籍、
艦艇類別等級別表から削除された。
同日付けで雑役船舟になり、
横須賀海兵団練習船として使用された。
1911年(明治44年)4月1日付けで横須賀海兵団から「摩耶」を還納し廃船とするよう訓令が出され、
廃船とされた。
同年11月24日付けで内務省に移管、
12月11日内務省へ引き渡され、
兵庫県港務部検疫番船「摩耶号」となった。
1918年(大正7年)池田商事に売却され「摩耶丸」と改名、1935年頃に解体された。

## 艦長
※『日本海軍史』第9巻・第10巻の「将官履歴」及び『官報』に基づく。
- 田尻唯一 少佐：1887年7月19日 - 10月27日[62]
- 吉田重親 少佐：1887年10月27日[62] - 1889年5月15日
- 町田実隆 少佐：1889年5月15日 - 1890年1月10日
- 永田賛知 少佐：1890年1月10日 - 1891年7月23日
- 上村彦之丞 少佐：1891年7月23日 - 1893年10月12日
- 橋元正明 少佐：1893年12月20日 - 1895年10月14日
- 餅原平二 少佐：1895年10月14日 - 1896年8月13日
- 酒井忠利 少佐：1896年8月13日 - 1897年4月17日
- 松枝新一 少佐：1897年4月17日 -
- 福間隆家 少佐：1897年11月1日 - 1898年12月3日
- 松本有信 中佐：1898年12月3日 - 1899年9月29日
- 上原伸次郎 中佐：1899年9月29日 - 10月13日
- 志賀直蔵 中佐：1899年10月13日 - 1900年5月20日
- 天笠喜三 中佐：1900年6月19日 - 7月16日
- 佐々木広勝 中佐：1900年7月16日 - 1901年7月5日
- 黒水公三郎 中佐：1901年10月15日 - 1902年4月11日
- 池中小次郎 中佐：1902年5月10日 - 10月6日
- 中川重光 中佐：1903年12月28日 -
- 藤田定市 中佐：不詳 - 1905年12月12日
- 河野左金太 中佐：1907年3月15日 - 1908年5月16日